# 성좌-중국 관계
이 문서는 성좌와 중화인민공화국의 관계에 대해 설명한다. 현재 바티칸 시국과 중화민국은 1942년 이래 공식적으로 외교 관계를 맺고 있으며, 중화인민공화국과는 수교하지 않고 있다.

## 명, 청조와 바티칸
로마 가톨릭교회는 명나라(1368~1644)에 예수회 소속 선교사를 파견하였는데, 대표적인 인물이 마테오 리치(1552~1610)와 페르디난트 페르비스트(1623~88)이다. 청나라(1616~1912) 초기까지 이들 선교사들과 청나라 조정의 관계는 양호한 편이었으며, 아담 샬 폰 벨(1591~1666)은 서양의 천문과 역법 등을 중국에 전해주었다. 그러나 교황 클레멘스 11세(재위:1700~21)가 교령을 통해 중국인 천주교 신자들에게 제사에 참석하지 말 것을 요구하자, 이에 강희제(재위:1661~1722)가 격분하면서 예수회의 활동이 억압되었다. 이후 이 문제로 현지 선교사와 교황청 사이에도 알력이 생기면서 옹정제(재위:1722~35)는 포교를 공식적으로 금지시키기에 이르렀는데, 이 기간은 약 100년 정도였다. 주세페 카스틸리오네(1688~1766)는 궁중화가가 되면서 서양의 화법을 전달했으며, 강희제, 옹정제, 건륭제(재위:1735~96) 등 세 명의 황제를 섬겼다.

## 중화민국과 바티칸
신해 혁명(1911~1912) 이후 1922년 교황청의 대표가 중화민국 베이징 시에 부임했으며, 1942년에 양국은 수교하였다. 1946년 중국교구가 설립되면서 난징시에 주중 바티칸 대사관(라틴어: Nuntiatura Apostolica in Sinis)이 설치되었다. 1949년에 국공 내전의 결과로 중국 대륙에는 중화인민공화국이 건국되었으며, 난징시에 있던 중화민국 정부는 타이베이시로 이전하였다. 바티칸 대사 안토니오 리베리 주교는 1951년까지 중국 대륙에서 주재하다 중국 공산당에 의해 추방당하여 동년 9월 6일 영국령 홍콩에 도착했으며, 다음 해에 타이베이시로 따라갔다. 바티칸은 현재까지 중화민국만을 승인하고 있으며, 타이베이에 대사관을 재개설하였다. 1967년 천주교 중국 주교단(1998년 이후 천주교대만지구주교단으로 개칭)이 타이베이에서 결성되었다.

## 중화인민공화국과 바티칸
중화인민공화국과 성좌 사이에는 공식적인 외교 관계가 없다. 또한, 성좌의 입장 자체가 공산주의 사상에 우호적이지 않으며, 종교를 정부의 통제하에 두려는 중화인민공화국 사이에 의견이 일치하지 않아 수교에 어려움을 겪고 있다. 중국 대륙 내의 주교 임명은 중화인민공화국 정부가 주도하고 있으며, 교황청은 이렇게 임명된 주교들을 인정하지 않는다. 한편 바티칸 시국과 중화인민공화국의 수교문제가 거론된 적이 있는데, 중화인민공화국은 교황 요한 바오로 2세의 서거 직후인 지난 2005년 4월 5일 친강(秦剛) 외교부 대변인을 통해 "바티칸이 대만(중화민국)과 단교하고 종교를 내세워 중국(중화인민공화국)의 내부문제에 개입하지 않는다면 언제든지 바티칸 시국과 수교할 준비가 되어 있다"고 하여 중화민국과의 관계단절을 직접적으로 요구하였다. 그러나 현재 중화인민공화국에서 중국천주교애국회라는 관영단체 산하의 공동체만이 합법적으로 활동할 수 있는데, 이에 대해 성좌 측에서 중화인민공화국 내 모든 가톨릭 공동체를 교황청 관리하에 두어야만 수교가 가능하다는 입장을 보이고, 이에 중화인민공화국 정부도 입장을 굽히지 않아 현재까지도 바티칸 시국과 중화인민공화국의 수교 논의는 진전없이 평행선을 달리고 있다.

## 같이 보기
- 성좌의 대외 관계
- 중화인민공화국의 대외 관계
- 하나의 중국
- 대만-성좌 관계
- 중화민국의 로마 가톨릭교회
  - 대만의 로마 가톨릭 교구 목록
- 중국의 로마 가톨릭교회 - 바티칸 시국에 소속된 교회와 소속되지 않은 교회(중국천주교애국회)로 나뉨
- 홍콩의 로마 가톨릭교회